# Jan Michaelis
Pour les articles homonymes, voir Michaelis.
Jan Michaelis né le 15 janvier 1978 est un snowbordeur allemand actif de 2000 à 2006. Durant sa carrière, il a participé aux Jeux olympiques d'hiver en en 2002 à Salt Lake City et 2006 à Turin. Vainqueur de la Coupe du monde en 2002 et 2006 et a gagné quatre fois en Coupe du monde pour quatorze podiums.

## Palmarès

### Jeux olympiques
- JO 2002 à Salt Lake City : douzième, il n'a pas pu concourir en finale à cause d'une blessure[2].
- JO 2006 à Turin : quinzième

### Championnats du monde
- Whistler 2005 : quatrième

### Coupe du monde de snowboard
- 2 petits  globe de cristal :
  - Vainqueur du classement half-pipe en 2002 et 2006.
- 14 podiums dont 4 victoires.
  - 1er à Berchtesgaden en 2001
  - 1er à Kreischberg en 2002
  - 1er à Ruka en 2002
  - 1er à Leysin en 2006